# The Walk (film, 2015)
The Walk är en amerikansk biografisk film från 2015, regisserad av Robert Zemeckis. Den handlar om lindansaren Philippe Petits kända balansgång mellan tvillingtornen på World Trade Center 7 augusti 1974. I filmen medverkar bland andra Joseph Gordon-Levitt, Ben Kingsley, Charlotte Le Bon och James Badge Dale.

## Handling
Filmen behandlar den sanna historien om fransmannen Philippe Petits början som lindansare, hans stora dröm om att gå på lina mellan Tvillingtornen på World Trade Center och hans väg dit. Allt börjar med att han ser en bild på de snart färdigbyggda tvillingtornen i en bild i tidningen, vilket sedan eskalerar till en storslagen kupp för att lyckas genomföra det hela.

## Rollista
| Joseph Gordon-Levitt | – Philippe Petit   |
| Ben Kingsley         | – Papa Rudy        |
| Charlotte Le Bon     | – Annie Allix      |
| Clément Sibony       | – Jean-Louis       |
| James Badge Dale     | – Jean-Pierre      |
| César Domboy         | – Jeff             |
| Ben Schwartz         | – Albert           |
| Benedict Samuel      | – David            |
| Steve Valentine      | – Barry Greenhouse |